# S/2017 J 7
S/2017 J 7 è un satellite naturale di Giove. È stato scoperto da Scott S. Sheppard nel 2017. Appartiene al gruppo di Ananke.

## Dati orbitali
S/2017 J 7 orbita intorno a Giove con un semiasse maggiore di circa  20964800 km in circa 626,56 giorni, con un'eccentricità di 0,233. L'orbita è retrograda con una inclinazione di circa 147,3°; di conseguenza, la luna si muove in direzione opposta alla rotazione del pianeta.

## Designazione
Poiché la sua orbita è stata determinata con precisione, il satellite ha ricevuto un ordinale: Giove LXVIII.